# Akira Psycho Ball
Akira Psycho Ball est un jeu vidéo de flipper développé par KAZe et édité par Bandai, sorti en 2002 sur PlayStation 2.
Il est basé sur le manga Akira de Katsuhiro Ōtomo.